# Серебренников, Леонид Васильевич

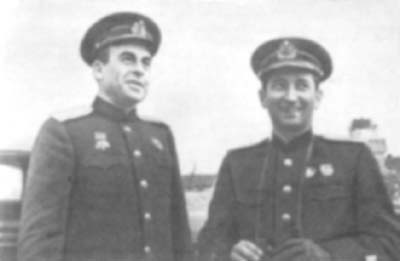
Командующий Ладожской военной флотилией контр-адмирал В. С. Чероков (справа) и заместитель командующего флотилией по политической части капитан I ранга Л. В. Серебренников. (1944 год)

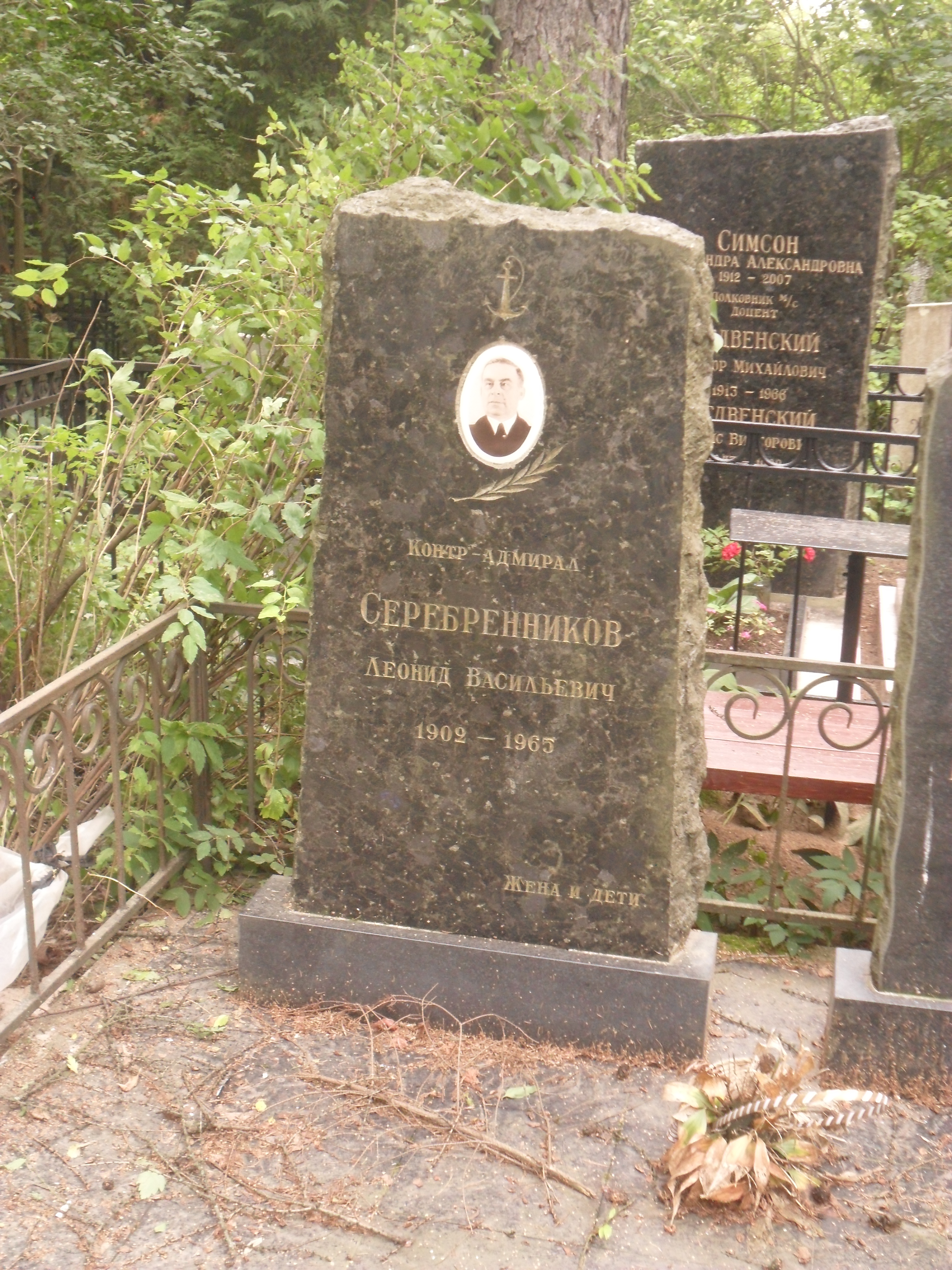
Могила Серебренникова на Богословском кладбище Санкт-Петербурга.

Леонид Васильевич Серебренников (20 марта 1902 года, Мариинский Посад, Чебоксарский уезд, Казанская губерния — 14 ноября 1965 года, Ленинград) — советский военачальник, контр-адмирал (11 мая 1949 года). Участник трёх войн: Гражданской (1918—1923), Великой Отечественной (1941—1945) и Советско-японской войны (1945).

## Биография
Родился 20 марта (2 апреля) 1902 года в городе Мариинский Посад Чебоксарского уезда Казанской губернии (ныне в Чувашии), в котором окончил 3 класса церковно-приходской школы и высшее начальное училище.
- 1918 год — в августе 16-летним телефонистом местного телеграфа Серебренников добровольцем уходит в Красную Армию. Участвовал в Гражданской войне на Восточном фронте против Колчака. Член ВКП(б) с 1919 года.
- 1920—1921 годы — участник Гражданской войны на Кавказе, воевал в Баку в армии С. М. Кирова.
- 1921 год — демобилизация и возвращение в родной Мариинский Посад, где работал завотделом продкомитета, а также был председателем товарищеского суда при укоме комсомола.
- 1923 год — в октябре был призван в армию и начал службу у Г. И. Котовского во 2-м кавалерийском корпусе в г. Умань в Черкасской области Украины. Был политбойцом, политруком эскадрона, начальником клуба полка.
- 1929 год — окончил Военно-политические курсы имени Ленина (Москва), затем более трёх лет служил в Сибирском военном округе, был инструктором Политуправления Красной Армии.
- 1935 год — с мая и почти четыре с половиной года служил на Тихоокеанском военно-морском флоте Затем после учёбы на Высших военно-политических курсах ВМФ был назначен военным комиссаром Днепровской, позже — Дунайской военной флотилии.
- 1941 год — комиссар штаба Балтийского флота, организатор и участник обороны Таллинна.
- 1942 год — в апреле во время блокады Ленинграда назначается военным комиссаром, а затем начальником политотдела — заместителем командующего по политчасти Ладожской военной флотилии.
- 1943 год — присвоено воинское звание капитан 1-го ранга.
- 1944—1945 годы — заместитель начальника политуправления Тихоокеанского флота, участвовал в войне с империалистической Японией. За вклад в организацию политического обеспечения военных операций флота ему вручили в награду самурайский меч[3].
- 1947—1949 — заместитель командующего по политической части Краснознамённой Каспийской флотилии (VIII.1947-X.1949)[2].
- 11 мая 1949 года Советом Министров СССР присвоено воинское звание контр-адмирал[1].
- 1949—1953 — служил в центральном аппарате ВМФ:[1] 1-й заместитель председателя ЦК совета ДОС СССР (X.1949-IV.1951), заместитель по политической части НТК ВММ (I.1952-VI.1953)[2].
- в 1953 году в связи с болезнью вышел в отставку[1].

Умер 14 ноября 1965 года в Ленинграде. Похоронен на Богословском кладбище.

## Награды
- Орден Ленина (1953)[2]
- 4 Ордена Красного Знамени (?, 1944[4] — за опытность и авторитетность, 1945[5] — за организацию работы аппарата Политуправления,?)
- Орден Отечественной войны I степени (1942)[6] — за организацию обороны г. Таллина и эвакуацию семей военнослужащих из Ленинграда.
- Медали[7], в том числе:
- медаль «20 лет РККА» (1938)
- медаль «За оборону Ленинграда»[8] (1943)